# Бургаські озера

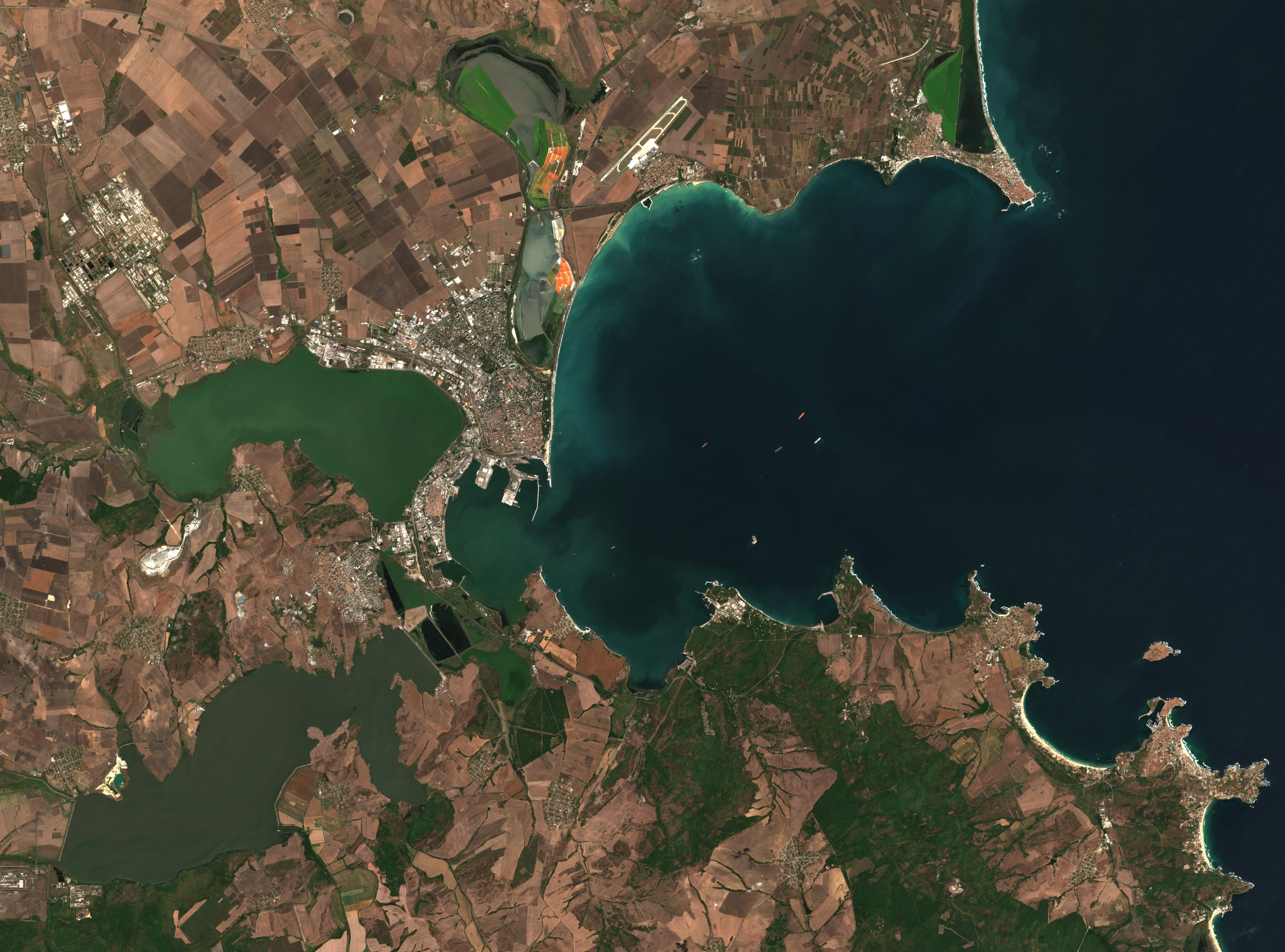
Супутниковий знімок Бургаских озер, 31 серпня 2019 р.

«Бургаські водно-болотяні угіддя» або «Бургаські озера» це екологічний проєкт, який охоплює озера Бургас, Мандрен, Атанасівське та Поморійське, а також заповідні території Пода, Ченгене скеле та Узунгерен навколо Бургаса.
Три озера, а також район Пода є Рамсарськими водно-болотяними угіддями міжнародного значення відповідно до Рамсарської конвенції. Вони мають міжнародне значення, зокрема як середовище проживання водоплавних птахів. Комплекс Бургаских озер входить до 3 найбільш значущих комплексів водно-болотяних угідь для скупчення водоплавних птахів уздовж болгарського узбережжя Чорного моря.

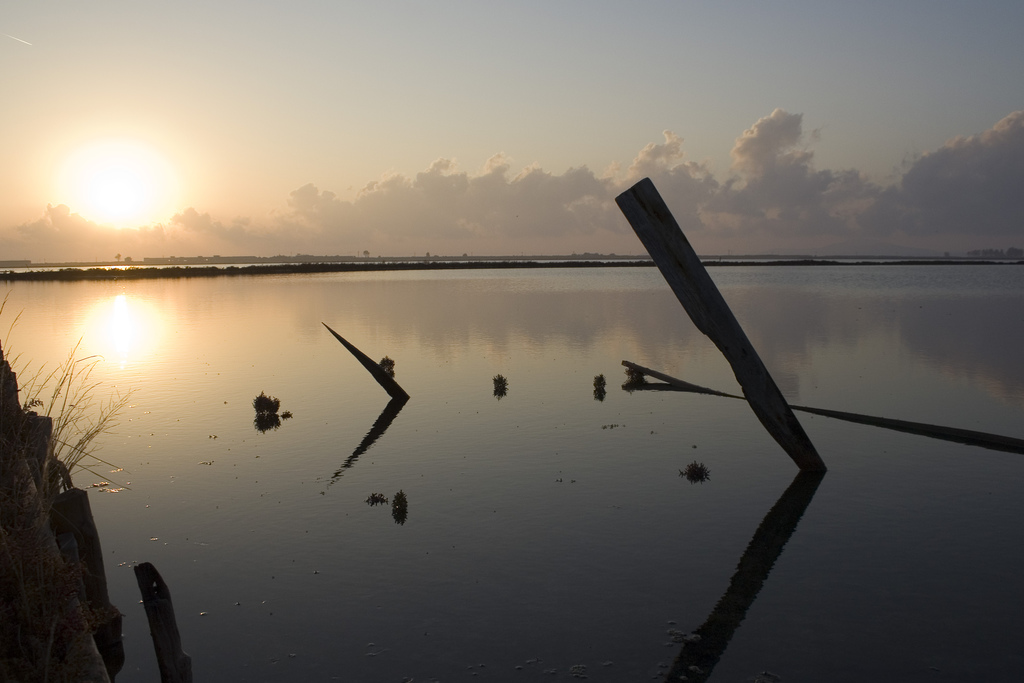
Атанасівське озеро
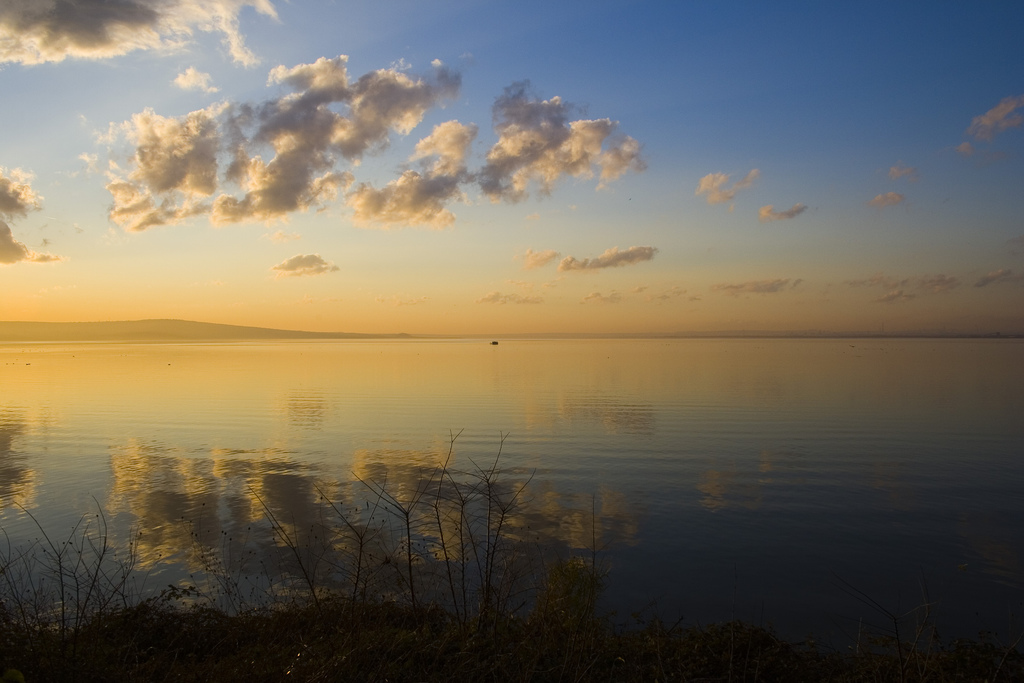
Бургаське озеро
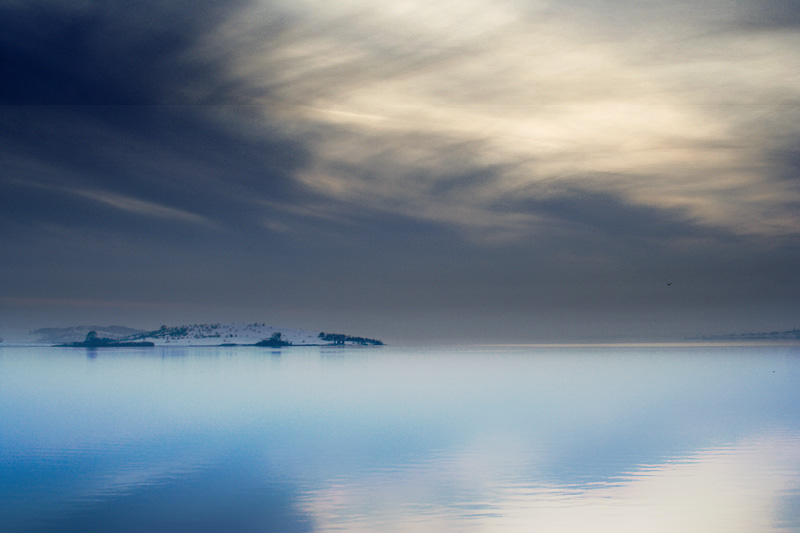
Мандренське озеро
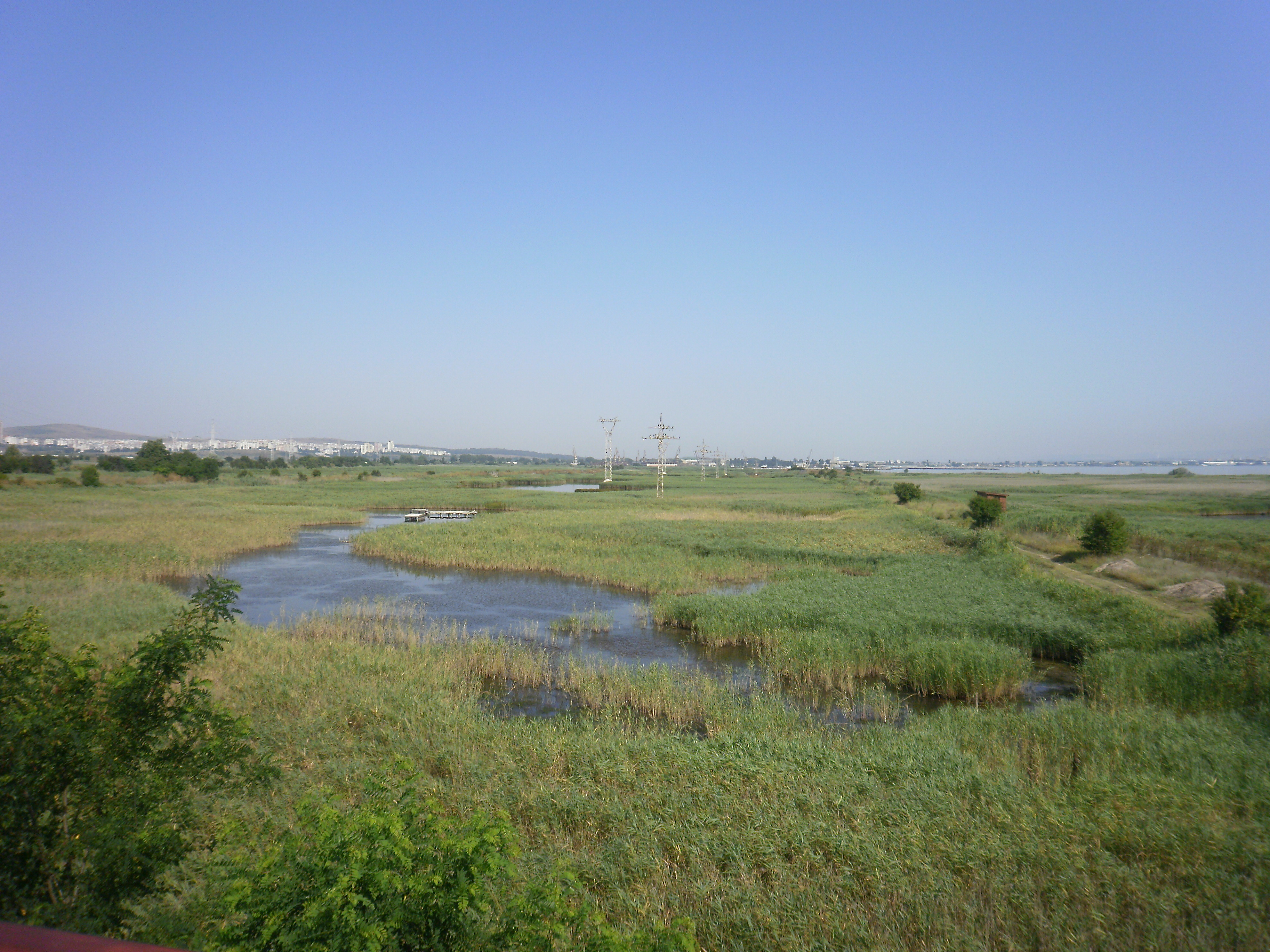
заповідна зона Поди